# Gerald Klews
Gerald Klews (* 4. April 1972) ist ein ehemaliger deutscher Fußballspieler.

## Spielerkarriere
Gerald Klews spielte in seiner Jugend bei den Berliner Vereinen Westend 01 Berlin und SC Siemensstadt, bevor er 1991 zu den Amateuren des Hamburger SV (Oberliga) wechselte. 1992 wechselte er zu Hertha BSC in die 2. Bundesliga. Zunächst konnte er sich unter Bernd Stange dort nicht durchsetzen. Als dieser jedoch nach einem missglückten Saisonstart durch Günter Sebert ersetzt wurde, kam Klews zu seinen ersten Einsätzen in der 2. Liga. Am Saisonende hatte er in 25 Ligaspielen mitgewirkt. In derselben Spielzeit erreichten die Amateure der Hertha überraschend das DFB-Pokal-Finale. Doch auch Klews konnte vor 76.000 Zuschauern im Berliner Olympiastadion nicht verhindern, dass das Endspiel letztlich mit 0:1 gegen Bayer 04 Leverkusen verloren ging. Trotz zweier Trainer-Wechsel – so wurde Sebert durch Uwe Reinders ersetzt und dieser nach fünf Monaten durch Karsten Heine – erkämpfte Gerald Klews sich einen Platz in der ersten Elf und bestritt 27 Partien. Allerdings beschloss die Hertha die Saison nur auf dem 11. Platz. 1994/95 verlor Klews seinen Stammplatz und brachte es nur auf fünf Einsätze, von denen keiner über die volle Distanz ging.
Daher wechselte er im Sommer 1995 zum 1. FC Union Berlin, das unter Hans Meyer in der Regionalliga Nordost antrat. Unter Meyer und im weiteren Saisonverlauf unter Eckhard Krautzun, Frank Vogel und Karsten Heine war Klews absoluter Stammspieler und bestritt 33 von 34 Partien. Jedoch wurde auf Platz zwei hinter Tennis Borussia Berlin der mögliche Aufstieg verfehlt. 1996/97 belegten die Köpenicker mit Platz 5 erneut nicht den anvisierten 1. Platz, den Energie Cottbus belegte. Nachdem sich das erhoffte Engagement bei Ipswich Town nicht erfüllte, forcierte Klews nach der Saison den Wechsel zum Zweitligaaufsteiger nach Cottbus, indem er sich krankschreiben ließ und nicht mehr zum Training bei Union erschien.
Bei Energie Cottbus’ erstmaliger Teilnahme an der 2. Bundesliga sprang 1997/98 ein 8. Platz heraus. Klews kam unter Eduard Geyer zu 24 Einsätzen. Doch bereits in der Folgesaison spielte Klews nur noch in den ersten beiden Partien und wurde in der Winterpause an den SV Babelsberg 03 abgegeben. Mit den Potsdamern konnte Klews den Klassenerhalt in der drittklassigen Regionalliga Nordost feiern.
Nach dem Saisonende wechselte Klews in die Nord-Staffel zum VfB Oldenburg. Allerdings verließ er den Verein schon in der Winterpause nach der Eröffnung eines Insolvenzverfahrens wieder und ging zum Ligarivalen Holstein Kiel. Die Saison 1999/2000 beendete Holstein auf dem achten Platz, allerdings wurde so die Qualifikation zur neuen zweigleisigen Regionalliga verfehlt. So trat Kiel in der viertklassigen Oberliga Hamburg/Schleswig-Holstein an, welche man gewann und so in den Aufstiegsspielen auf den Staffelsieger aus Niedersachsen/Bremen, den Göttingen 05, traf. Zwar verlor Kiel nach einem 2:0-Sieg im Hinspiel das Rückspiel noch mit 0:3, rückte aber für Göttingen nach, das keine Lizenz für die Regionalliga erhielt.
Nach dem Aufstieg unterschrieb Klews einen Vertrag beim VfL Halle 96, das in der NOFV-Oberliga Süd spielte. Doch bereits nach einer halben Spielzeit ging er in die Nordstaffel zum Berliner AK 07. Nach dem Klassenerhalt kehrte er dem BAK den Rücken und kehrte als Spielertrainer zum FC Lausitz Hoyerswerda in die Südstaffel zurück. Obwohl mit Platz 18 der Klassenerhalt verfehlt wurde, ging Lausitz Hoyerswerda mit ihm in die neue Spielzeit. Doch bereits in der Winterpause verließ Klews Hoyerswerda wegen ausstehender Gehaltsforderungen.
Anschließend spielte Gerald Klews noch für ein Jahr beim SC Gatow und eine halbe Saison beim 1. FC Wilmersdorf, bevor er im Sommer 2005 seine Spielerkarriere beendete.